# Parafia św. Stanisława Kostki w Kani
Parafia pw. św. Stanisława Kostki w Kani – parafia rzymskokatolicka należąca do dekanatu Ińsko, archidiecezji szczecińsko-kamieńskiej, metropolii szczecińsko-kamieńskiej. W parafii posługują księża archidiecezjalni. Według stanu na wrzesień 2018 proboszczem parafii był ks. Mariusz Bator. 

## Miejsca święte

### Kościół parafialny
Kościół pw. św. Stanisława Kostki w Kani

### Kościoły filialne i kaplice
- Kościół pw. św. Apostołów Piotra i Pawła w Mokrem[1]
- Kościół pw. św. Franciszka z Asyżu w Karkowie[1]
- Kościół pw. św. Katarzyny w Rosowie[1]